# スーク (市)

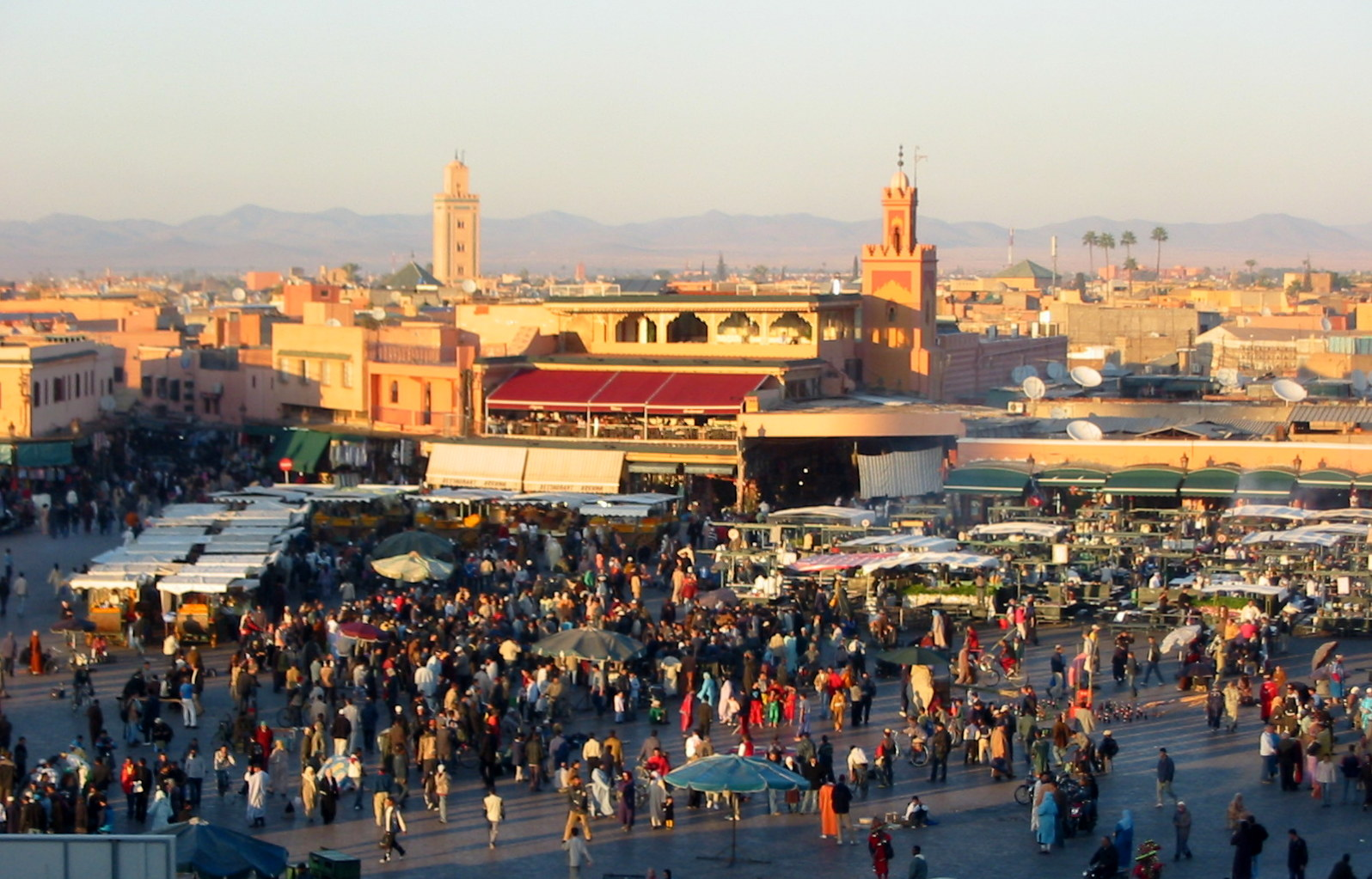
モロッコのマラケシュのスーク

スーク（souq, アラビア語: سوق sūq） とは、アラブ人やベルベル人の世界で、商業地区を言う。

## 概要
スーク（sūq）は市場を意味し、語源は、送る、運ぶ、手渡すという意味の動詞ساق (sāqa) からの派生にあたる。総体としての市場を指す場合と、特定の商品を扱う個々の市場の用法がある。
元来、キャラバン（隊商）の通る街外れに定期的に立つ交易の市で、祝祭の場でもあり、部族紛争のときも中立性が担保されていた。やがて恒久的なスークが登場し、現在のアラブ世界では、英語の「マーケット (market) 」とほぼ同じ意味で用いられ、物理的な意味と抽象的な意味の両方を含む。

## 種類
スークは以下の5種類に大別される。
1. 一般的スーク（伝統的市場）
2. スーク・ル＝ハール（政府公認青物市場）
3. スーク・ル＝ジュムア（定期市）
4. 季節市

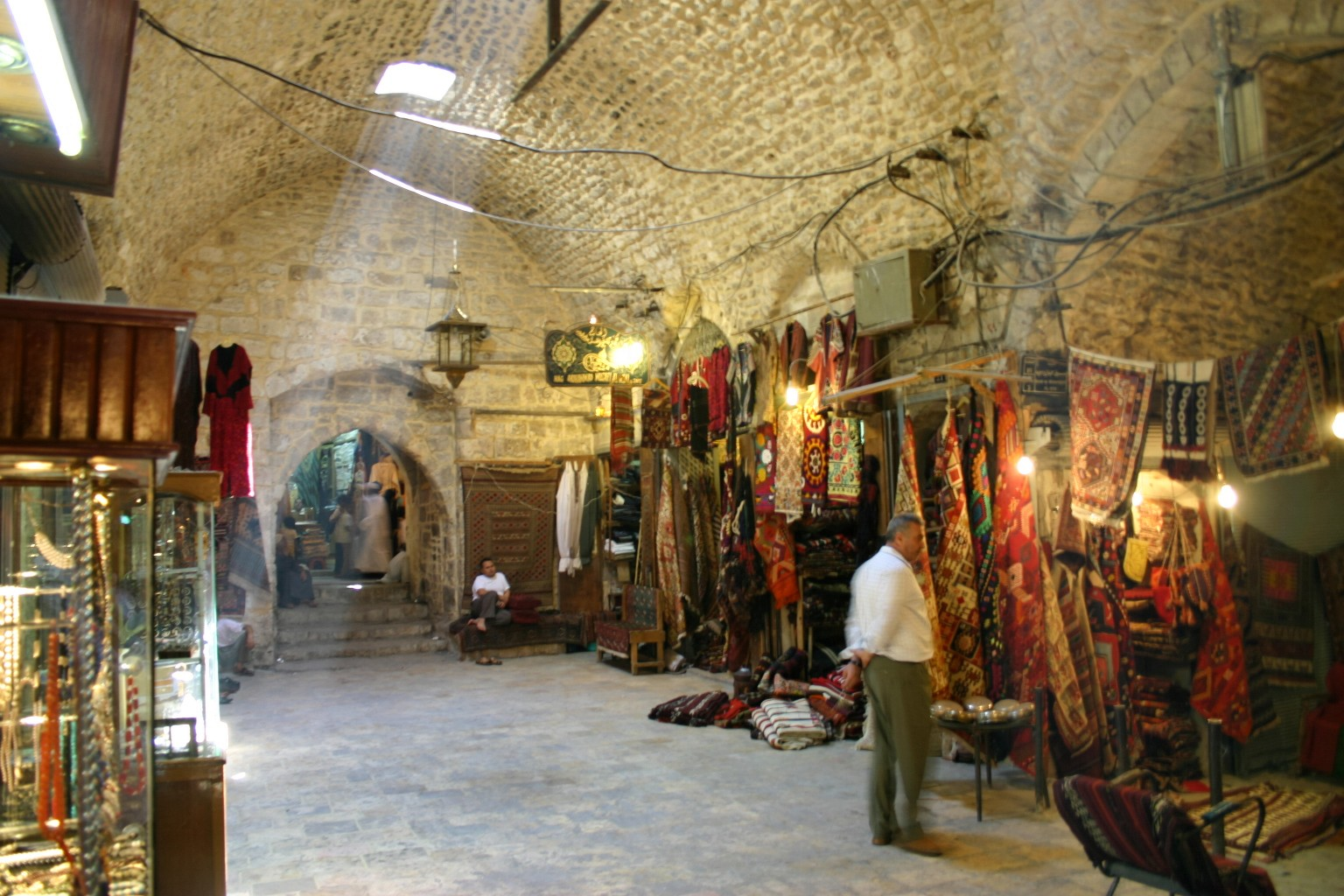
アレッポのスーク

5. スーク・ル＝インタージュ（年一度の地場産品市）

### 季節的なスーク
スークは元来、街外れにある年、ある月、ある週にだけ立つ市であった。たとえばメッカにはヒジュラ暦の戦いが禁じられていた神聖なズー・アル＝カアダ月にだけ毎年立つスークがあった。家畜や農作物、工芸品が売られるだけでなく詩歌の出来を競ったりした。街中の空き地で、毎週決まった曜日にだけ開かれるスークは現在でもアラブ世界では珍しくない。アンマンの「水曜スーク」は毎週水曜だけ開かれ中古品を売買する。バグダードの「金曜スーク」はペットを、マラケシュのスークは歌やアクロバット、サーカスで有名である。

### 恒久的なスーク

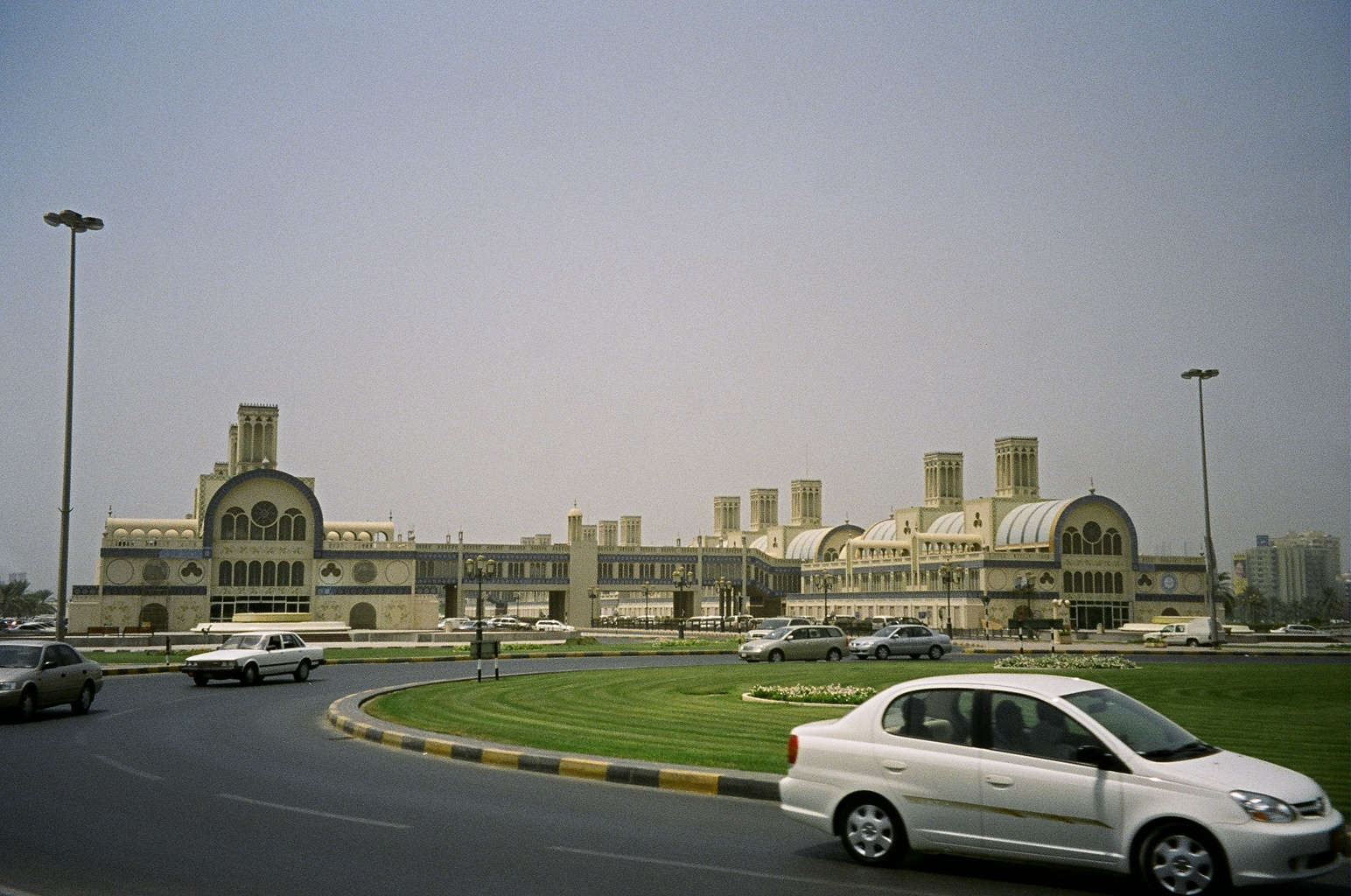
シャルジャ・セントラル・マーケット

娯楽に重点が置かれておらず、売買の場となる。今日ではこのタイプのスークが一般的となっている。ウマイヤ朝の時代までは、恒久的といっても、広場に商人が屋台を運び入れ、日中のみ商いをして夜には屋台を撤収していた。先着順で、誰も広場の決まった場所を占有する権利はなかった。ウマイヤ朝になってはじめて、個々の商人に特定の場所が貸し出された。こうして広場に小屋が建てられ、そこに夜間、商品をストックするようになり、スークの姿が一変した。当初、スークには多くの規制があった。スークの中に「ゴールドスーク」、「スパイススーク」、というように同じ商品を扱う者ごとに狭い一角にまとめて押し込められ、それぞれをまた「スーク」と呼んだ。
スークはやがて契約や課税という点からも街の行政の中心へ成長した。市の中心部へと位置したスークは、取り引きの場、行政・司法の座、ハーン（キャラバンサライ）、モスク、マドラサ、ハンマーム等を内包する地区を形成した。外部から来た商人は、荷物をキャラバンサライの倉庫に入れて数日間宿泊した。
アフリカでは今なお、人々はただ座って時を過ごしたり、語らうためにだけスークに集まってくる。アラブ世界の美しく典型的なスークとして、モロッコのフェス、シリアのアレッポにあるアル＝マディーナ・スーク、イエメンのサナアの3つがあげられる。ただし、アレッポについては2011年よりシリアで続く内戦の影響で歴史的な店舗の大半は焼失した。